# Malibcong, Abra
Malibcong là một đô thị hạng 5 ở tỉnh Abra, Philippines. Theo điều tra dân số năm 2007, đô thị này có dân số 3.354 người trong 707 hộ.

## Các khu phố (barangay)
Malibcong được chia thành 12 khu phố (barangay).
| Barangay         | Pop. (2007) |
| ---------------- | ----------- |
| Bayabas          | 194         |
| Binasaran        | 164         |
| Buanao           | 303         |
| Dulao            | 219         |
| Duldualo         | 294         |
| Gacab            | 348         |
| Lat-ey           | 219         |
| Malibcong (Pob.) | 425         |
| Mataragan        | 497         |
| Pacgued          | 246         |
| Taripan          | 188         |
| Umnap            | 257         |